# Anzor Alem
Rashidi Alema Anzor(Kisangani, 4 de abril de 2001) é um ator e cantor de cinema e teatro congolês. Ele é mais conhecido por sua aparição como Baby Boy no filme Baby Boy of house, Anzor em Ima e Cloves Thomas em Tozoom. Ele também fez uma aparição no filme Beast com Idris Elba.

## Filmografia
| Ano  | Título            | Personagem    |
| ---- | ----------------- | ------------- |
| 2022 | Baby Boy of House | Baby Boy      |
| 2022 | Ima               | Anzor         |
| 2022 | Tozoom            | Clovers Tomas |
| 2024 | The White Blood   | Stony White   |